# Christophe Samson
Pour les articles homonymes, voir Samson (homonymie).

a Compétitions nationales et continentales officielles uniquement.

b Matchs officiels uniquement.
Dernière mise à jour le 20 avril 2025.
Christophe Samson, né le 1er mars 1984 à Clermont-Ferrand (Puy-de-Dôme), est un joueur international français de rugby à XV qui évolue au poste de deuxième ligne.
Après avoir été formé à l'US Issoire, il rejoint l'ASM Clermont où il est tout d'abord prêté à l'Atlantique Stade rochelais avant faire ses débuts avec le club auvergnat en professionnel. Par la suite, il rejoint le RC Toulon puis le Castres olympique où il termine sa carrière en 2020.
De 2012 à 2013, il compte trois sélections avec l'équipe de France.
Après sa carrière de joueur, il revient entraîner dans son club formateur de l'US Issoire de 2023 à 2024.

## Biographie

### Jeunesse et formation
Christophe Samson naît le 1er mars 1984 à Clermont-Ferrand dans le Puy-de-Dôme en France.
Durant sa jeunesse, il est tout d'abord formé au sein du club de rugby à XV de l'US Issoire avant de rejoindre le centre de formation de l'ASM Clermont Auvergne où il devient champion de France espoirs en 2006.

### Prêt formateur à l'Atlantique Stade rochelais puis débuts à l'ASM Clermont et champion de France (2006-2010)
Pour la saison 2006-2007, il est prêté par l'ASM Clermont à l'Atlantique Stade rochelais en Pro D2, afin de gagner du temps de jeu, où il fait ses débuts professionnels et dispute la finale de Pro D2 perdue contre l'US Dax,.

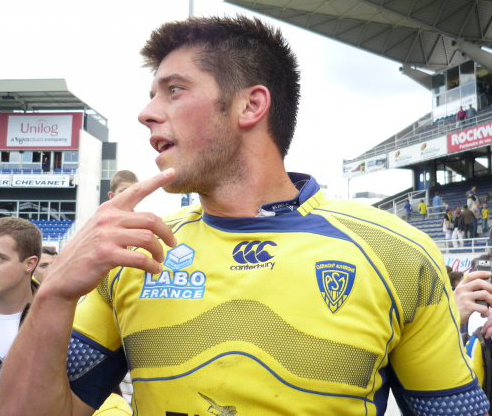
Christophe Samson en 2009 avec l'ASM Clermont Auvergne au stade Marcel-Michelin

Après avoir fait son retour à l'ASM Clermont à l'été 2007, où il signe son premier contrat professionnel, il intègre la rotation en deuxième ligne au milieu des Thibaut Privat, Jamie Cudmore, Julien Pierre et Loïc Jacquet. En fin de saison, il dispute la finale de Championnat de France mais son club s'incline 26 à 20 face au Stade toulousain.
En novembre 2009, il est invité avec les Barbarians français pour jouer un match contre un XV de l'Europe FIRA-AER au Stade Roi Baudouin à Bruxelles. Ce match est organisé à l'occasion du 75e anniversaire de la FIRA – Association européenne de rugby. Les Baa-Baas l'emportent 26 à 39. À l'issue de la saison 2009-2010, il est sacré champion de France avec l'ASM Clermont, pour la première fois de l'histoire du club, mais il ne dispute pas la finale remportée 19 à 6 contre l'USA Perpignan,.

### Départ au RC Toulon et premières sélections en équipe de France (2010-2012)
Après ce titre de champion, il quitte l'ASM Clermont, barré par le duo Privat-Cudmore, et rejoint le RC Toulon afin de gagner du temps de jeu,.
En juin 2011, il participe à la tournée des Barbarians français en Argentine pour jouer deux matchs contre les Pumas. Les Baa-Baas s'inclinent 23 à 19 à Buenos Aires puis l'emportent 18 à 21 à Resistencia,.
En fin de saison 2011-2012, il dispute la finale du Championnat de France perdue par le RC Toulon contre le Stade toulousain. En juin 2012, il est sélectionné en équipe de France par Philippe Saint-André pour la tournée en Amérique du Sud contre l'Argentine. Il connaît sa première cape le 23 juin contre l'Argentine.

### Nouveau départ au Castres olympique et deux nouveaux titres de champion de France (2013-2020)

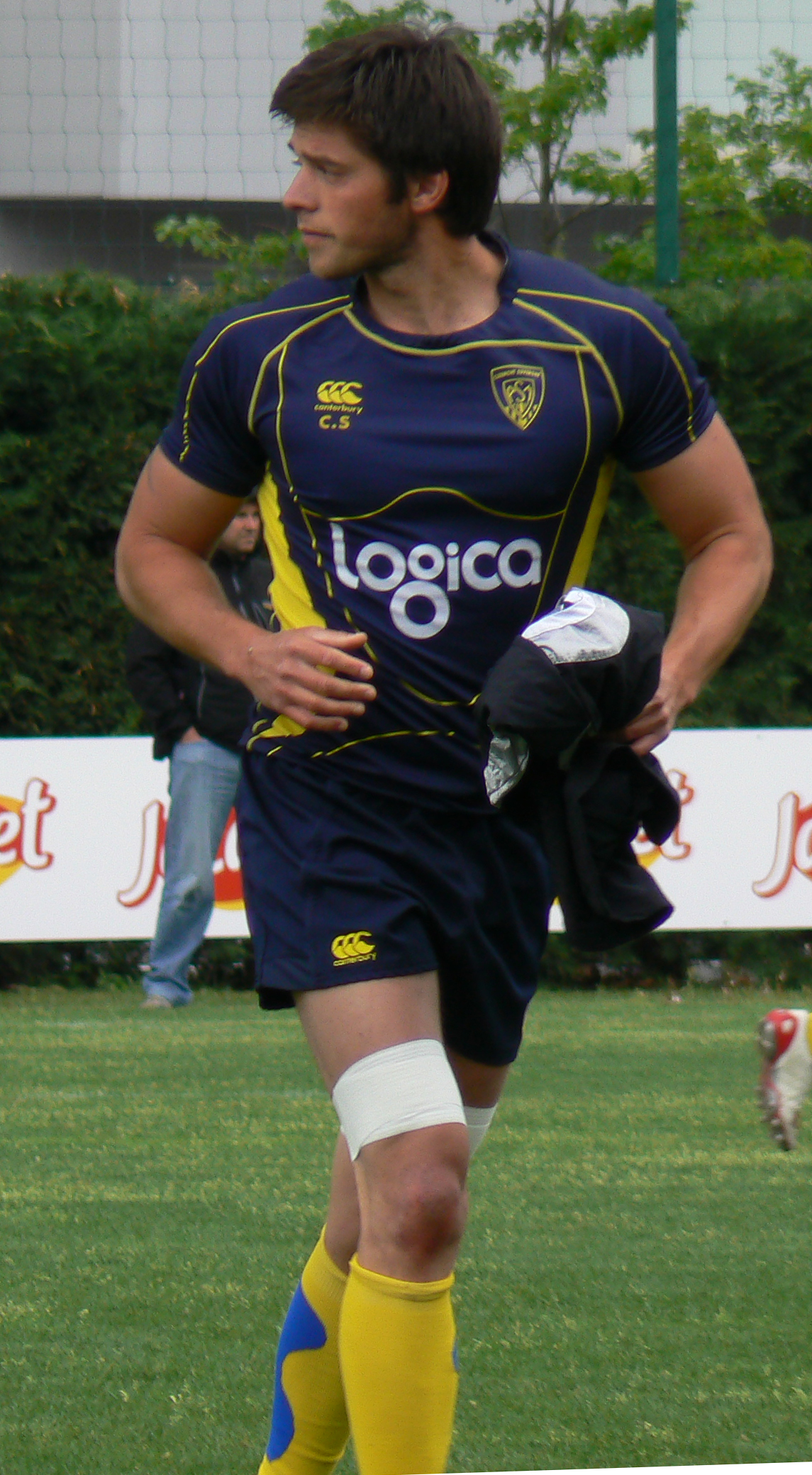
Christophe Samson s'entraînant avec l'ASM Clermont Auvergne en mai 2010.

À partir de la saison 2012-2013, il s'engage pour deux saisons avec le Castres olympique. Dès le mois de novembre, il signe une prolongation de contrat le liant désormais jusqu'en 2016 avec le club castrais. En début d'année 2013, il est appelé pendant le Tournoi des Six Nations à la suite des deux premiers matchs perdus, il est titularisé pour le Crunch contre l'Angleterre. À l'issue de la saison, il remporte son deuxième Championnat de France contre son ancien club du RC Toulon. Avec vingt-quatre rencontres disputés, dont vingt comme titulaire, en Top 14, il est le deuxième ligne le plus utilisé du Castres olympique alors qu'il est en concurrence avec les expérimentés Rodrigo Capó Ortega et Iosefa Tekori. Pour sa première saison au CO, il est considéré comme l'un des meilleurs deuxièmes lignes de la saison de Top 14. En récompense de sa bonne saison, il est convoqué pour la tournée du XV de France en Nouvelle-Zélande.
En novembre 2013, il est sélectionné dans l'équipe des Barbarians français pour affronter les Samoa au stade Marcel-Michelin de Clermont-Ferrand. En club, il se qualifie jusqu'en finale du Championnat de France pour un remake de la finale 2013 contre le RC Toulon. Cette fois-ci, le RCT prend sa revanche et s'impose 18 à 10.
En milieu de saison 2015-2016, il prolonge de deux saisons avec le Castres olympique.
En juin 2018, il remporte son troisième Championnat de France à la suite de la victoire 29 à 13 du Castres olympique contre le Montpellier HR,. Le même mois, il devient pompier volontaire à Castres.
Il annonce qu'il veut prendre sa retraite sportive à la fin de la saison 2018-2019 mais il prolonge finalement comme joker Coupe du monde pour le début de saison 2019-2020 du Castres olympique. Par la suite, il prolonge jusqu'à la fin de la saison. Il prend ensuite sa retraite de joueur au terme de son contrat.

### Après sa retraite de joueur (depuis 2020)
Après l'arrêt de sa carrière de joueur, il fait son retour en Auvergne et s'établit à Issoire avec sa famille. Son premier club formateur, l'US Issoire, le contacte pour qu'il vienne finir sa carrière mais il refuse afin de préparer sa reconversion professionnelle, tout en laissant la porte ouverte pour venir entraîner les jeunes du club dans le futur. 
Finalement, pour la saison 2023-2024, il est l'entraîneur des avants de l'US Issoire, évoluant en Fédérale 1. Il quitte son poste à l'issue de cette saison, étant remplacé par Alexandre Lapandry.

## Palmarès
- Vainqueur du Championnat de France espoirs en 2006 avec l'ASM Clermont.
- Finaliste du Championnat de France de 2e division en 2007 avec l'Atlantique Stade rochelais.
- Finaliste du Championnat de France en 2008 et 2009 avec l'ASM Clermont, en 2012 avec le RC Toulon et en 2014 avec le Castres olympique.
- Vainqueur du Championnat de France en 2010 avec l'ASM Clermont et en 2013 et 2018 avec le Castres olympique.